# 勝野康助
勝野 康助（かつの やすすけ、1906年 - 1985年）は、日本の外交官。法務省入国管理局長、駐ノルウェー特命全権大使、駐ポルトガル特命全権大使。

## 人物・経歴
岐阜県出身。麻布中学校、第三高等学校文科甲類を経て、1932年東京帝国大学法学部政治学科卒業、外務省入省。1948年連絡調整中央事務局第一部総務課長。1949年賠償庁賠償部長。1952年在サン・フランシスコ日本国総領事館総領事。1956年外務省経済局外務参事官。
1957年外務大臣官房審議官。1958年法務省入国管理局長。1960年外務大臣官房審議官。同年セイロン国駐箚特命全権大使。1962年ノールウェー国駐箚特命全権大使。
1965年ポルトガル国駐箚特命全権大使。1976年勲二等旭日重光章受章。1985年叙正三位。

## 同期
- 青木盛夫（駐ジュネーブ国際機関日本政府代表部大使・駐南ベトナム大使）
- 伊吹幸隆
- 糸賀篤　（中国・イタリア）
- 稲垣太郎
- 牛場信彦（対外経済担当大臣、70年駐米大使・67年外務事務次官・外務審議官・61年駐カナダ大使）
- 小川清四郎（65年駐バチカン大使）
- 甲斐文比古（70年駐西独大使・67年駐オーストラリア大使・64年駐マレーシア大使）
- 黒田音四郎（63年駐レバノン大使兼ヨルダン大使・60年駐ギリシャ大使・57年駐パラグアイ全権公使）
- 田中三夫
- 千葉皓（67年駐ブラジル大使・65年駐オーストラリア大使・60年駐イラン大使・57年駐メキシコ大使）
- 寺岡洪平（58年駐イラン大使・57年駐ペルー大使）
- 中川融（70年国連大使・65年駐ソ連大使・64年駐イタリア大使・60年外務省条約局長・53年外務省アジア局長）
- 林馨（60年駐メキシコ大使・58年駐マレーシア大使）
- 箕輪三郎
- 湯川盛夫（68年駐英大使・63年駐ベルギー大使・61年外務省大臣官房長・57年駐フィリピン大使）